# Solter wittmeri
Solter wittmeri is een insect uit de familie van de mierenleeuwen (Myrmeleontidae), die tot de orde netvleugeligen (Neuroptera) behoort. 
Solter wittmeri is voor het eerst wetenschappelijk beschreven door Hölzel in 1982.